# فهرست دهانه‌های برخوردی آفریقا

## دهانه‌های برخوردی پذیرفته شده
فهرست دهانه‌های برخوردی آفریقا همهٔ دهانه‌های برخوردی پذیرفته شده در فهرست دادگان برخوردهای زمین را در بر می‌گیرد. این دهانه‌ها همگی از برخورد شهاب‌سنگ‌ها یا دنباله‌دارهای بزرگ با زمین پدید آمده‌اند. از آنجایی که بیشتر این دهانه‌ها در گذر زمان دچار فرسایش شده یا در زیر خاک پنهان شده‌اند قطر گزارش شده در اینجا برآورد قطر لبهٔ اصلی بوده و ممکن است با ویژگی‌های جایگاه کنونی دهانه همخوانی نداشته باشد.
| نام                             | جایگاه                | قطر (کیلومتر) | سن (سال)             | مختصات                                                        |
| ------------------------------- | --------------------- | ------------- | -------------------- | ------------------------------------------------------------- |
| آمگید                           | الجزایر               | ۰٫۴۵          | <۱۰۰٬۰۰۰             | ۲۶°۵′ شمالی ۴°۲۴′ شرقی / ۲۶٫۰۸۳°شمالی ۴٫۴۰۰°شرقی              |
| آئورونگا                        | چاد                   | ۱۲٫۶          | <۳۴۵ میلیون          | ۱۹°۶′ شمالی ۱۹°۱۵′ شرقی / ۱۹٫۱۰۰°شمالی ۱۹٫۲۵۰°شرقی            |
| آئوئه‌لول                        | موریتانی              | ۰٫۳۹          | ۳ ± ۰٫۳ میلیون       | ۲۰°۱۵′ شمالی ۱۲°۴۱′ غربی / ۲۰٫۲۵۰°شمالی ۱۲٫۶۸۳°غربی           |
| ساختار برخوردی بی‌پی (جبل دالما) | لیبی                  | ۲             | <۱۲۰ میلیون          | ۲۵°۱۹′ شمالی ۲۴°۱۹′ شرقی / ۲۵٫۳۱۷°شمالی ۲۴٫۳۱۷°شرقی           |
| بسومتووی                        | غنا                   | ۱۰٫۵          | ۱٫۰۷ میلیون          | ۶°۳۰′ شمالی ۱°۲۵′ غربی / ۶٫۵۰۰°شمالی ۱٫۴۱۷°غربی               |
| گوئنی‌فادا                       | چاد                   | ۱۴            | <۳۴۵ میلیون          | ۱۷°۲۵′ شمالی ۲۱°۴۵′ شرقی / ۱۷٫۴۱۷°شمالی ۲۱٫۷۵۰°شرقی           |
| کالکپ                           | آفریقای جنوبی         | ۰٫۶۴          | ۰٫۲۵ میلیون          | ۳۲°۴۳′ جنوبی ۲۴°۲۶′ شرقی / ۳۲٫۷۱۷°جنوبی ۲۴٫۴۳۳°شرقی           |
| کامیل                           | مصر                   | ۰٫۰۴۵         | <۲۰۰۰                | ۲۲°۱′۶″ شمالی ۲۶°۵′۱۵″ شرقی / ۲۲٫۰۱۸۳۳°شمالی ۲۶٫۰۸۷۵۰°شرقی    |
| کگاگدی                          | بوتسوانا              | ۳٫۵           | <۱۸۰ میلیون          | ۲۲°۲۹′ جنوبی ۲۷°۳۵′ شرقی / ۲۲٫۴۸۳°جنوبی ۲۷٫۵۸۳°شرقی           |
| لوئیزی                          | جمهوری دموکراتیک کنگو | ۱۷            | <۵۷۵ میلیون          | ۱۰°۱۰′ جنوبی ۲۸°۰۰′ شرقی / ۱۰٫۱۶۷°جنوبی ۲۸٫۰۰۰°شرقی           |
| موروک‌ونگ                        | آفریقای جنوبی         | ۷۰            | ۱۴۵ ± ۰٫۸ میلیون     | ۲۶°۲۸′ جنوبی ۲۳°۳۲′ شرقی / ۲۶٫۴۶۷°جنوبی ۲۳٫۵۳۳°شرقی           |
| ائاسیس                          | لیبی                  | ۱۸            | <۱۲۰ میلیون          | ۲۴°۳۵′ شمالی ۲۴°۲۴′ شرقی / ۲۴٫۵۸۳°شمالی ۲۴٫۴۰۰°شرقی           |
| اورکزیز                         | الجزایر               | ۳٫۵           | <۷۰ میلیون           | ۲۹°۰′ شمالی ۷°۳۳′ غربی / ۲۹٫۰۰۰°شمالی ۷٫۵۵۰°غربی              |
| رتر کام                         | نامیبیا               | ۲٫۵           | ۳٫۷ ± ۰٫۳ میلیون     | ۲۷°۴۶′ جنوبی ۱۶°۱۸′ شرقی / ۲۷٫۷۶۷°جنوبی ۱۶٫۳۰۰°شرقی           |
| تالمزان                         | الجزایر               | ۱٫۷۵          | <۳ میلیون            | ۳۳°۱۹′ شمالی ۴°۲′ شرقی / ۳۳٫۳۱۷°شمالی ۴٫۰۳۳°شرقی              |
| تنومر                           | موریتانی              | ۱٫۹           | ۲۱٬۴۰۰ ± ۹٬۷۰۰       | ۲۲°۵۵′ شمالی ۱۰°۲۴′ غربی / ۲۲٫۹۱۷°شمالی ۱۰٫۴۰۰°غربی           |
| تن بدر                          | الجزایر               | ۶             | <۷۰ میلیون           | ۲۷°۳۶′ شمالی ۵°۷′ شرقی / ۲۷٫۶۰۰°شمالی ۵٫۱۱۷°شرقی              |
| تسواینگ                         | آفریقای جنوبی         | ۱٫۱۳          | ۰٫۲۲۰ ± ۰٫۰۵۲ میلیون | ۲۵°۲۴′۳۰″ جنوبی ۲۸°۰۴′۵۸″ شرقی / ۲۵٫۴۰۸۳۳°جنوبی ۲۸٫۰۸۲۷۸°شرقی |
| وردفرت                          | آفریقای جنوبی         | ۳۰۰           | ۲۰۲۳ ± ۴ میلیون      | ۲۷°۰′ جنوبی ۲۷°۳۰′ شرقی / ۲۷٫۰۰۰°جنوبی ۲۷٫۵۰۰°شرقی            |

## دهانه‌های برخوردی پذیرفته نشده
دهانه‌هایی که در اینجا فهرست شده‌اند گمان می‌رود دهانه‌های برخوردی باشند ولی نشانه‌های یافت شده صددرصد نیستند و به همین دلیل در دادگان برخوردهای زمین پذیرفته نشده‌اند.
| نام                      | جایگاه                | قطر                      | سن         | مختصات                                                      |
| ------------------------ | --------------------- | ------------------------ | ---------- | ----------------------------------------------------------- |
| کبیر                     | سرزمین گلف کبیر، مصر  | ۳۱ کیلومتر               | ۱۰۰ میلیون | ۲۴°۴۰′ شمالی ۲۴°۵۸′ شرقی / ۲۴٫۶۶۷°شمالی ۲۴٫۹۶۷°شرقی         |
| تمیمیچت                  | موریتانی              | ۰٫۷۵ کیلومتر             | ناشناخته   | ۲۴°۱۵′ شمالی ۹°۳۹′ غربی / ۲۴٫۲۵۰°شمالی ۹٫۶۵۰°غربی           |
| ساختار حلقه‌ای ومبو-نیاما | جمهوری دموکراتیک کنگو | ۳۶ تا ۴۶ کیلومتر (گمانه) | ۶۰ میلیون  | ۳°۳۷′۵۲″ جنوبی ۲۴°۳۱′۰۷″ شرقی / ۳٫۶۳۱۱۱°جنوبی ۲۴٫۵۱۸۶۱°شرقی |